# 申雨霏
申雨霏（2010年4月—），女，湖南永州人，兒童作家，主要作品有个人诗集《雨霏时间》。

## 简介
申雨霏就读于廣東清遠市清城区凤鸣小学，7岁開始寫作，8岁开始在报刊发表作品，作品曾刊於《诗刊》、《诗歌月刊》、《中国青年报》、《语文报》等刊物。
9岁加入中国诗歌学会、广东省小作家协会（隶属广东省作家协会）、清远市作家协会，成为中国大陆年龄最小的国家级诗歌学会会员。已在中国大陆各报刊总计发表作品100多篇（首），并多次荣获全国性征文比赛奖项。

## 主要作品
个人诗集《雨霏时间》，獲著名詩人贺敬之為其题写书名。

## 家庭
父亲林萧，中国诗歌学会会员、广东省作家协会会员，中学时获评第四届“雨花杯”全国十佳文学少年。累计在中国大陆各报刊发表各类作品100多万字。入围第四届、第五届中国青年诗人奖。小说作品《白面奶奶》获冰心儿童文学奖。
母亲李艳珍，曾任教多年，多次获评优秀教师、优秀志愿者。